# Vlag van Tongeren-Borgloon
De vlag van Tongeren-Borgloon werd door de gemeenteraad op 18 april 2025 officieel vastgesteld.
Deze vlag heeft een ontwerp met in tweeën gescheiden helften:
- Linkerhelft: Een helderblauwe achtergrond met een witte zwaan, naar links zwemmend. De zwaan heeft een sierlijke vorm met golvende vleugels en draagt een gouden kroon om zijn nek. De zwaan heeft een rode snavel en een scherp zwart oog.
- Rechterhelft: Bestaat uit afwisselende horizontale rode en gele strepen, die eindigen in scherpe, vair-achtige vormen aan de rand waar ze de blauwe helft raken.

Het ontwerp van de vlag combineert de vlaggen en wapens van de voorgaande gemeenten Tongeren en Borgloon om de unieke heraldische tradities van beide voormalige steden te weerspiegelen.

? Vlag van Tongeren
Wapen van Tongeren
? Vlag van Borgloon
Wapen van Borgloon